# ناحیه کراچی شرقی
ناحیه کراچی شرقی (ضلع کراچی شرقی) یکی از تقسیمات اداری بخش کراچی در ایالت سند‌ در پاکستان‌است. این ناحیه در شرق بخش کراچی واقع شده است.